# دانيلو أريتا
دانيلو أريتا (بالإسبانية: Danilo Arrieta)‏ هو لاعب كرة قدم تشيلي، ولد في 10 فبراير 1987 في فيلا آليمانا في تشيلي. شارك مع منتخب الدنمارك تحت 17 سنة لكرة القدم. أما مع النوادي، فقد لعب مع آرهوس جمناستيك فورينينغ وفالنسيا ميستايا ونادي أوريويلا ونادي فايله ونادي فيبورج ونادي لينغبي.

## وصلات خارجية
- دانيلو أريتا على موقع قاعدة بيانات كرة القدم.إي يو (الإنجليزية)
- دانيلو أريتا على موقع Soccerway.com (الإنجليزية)